# La fiera del perdono/Parlano di te
La fiera del perdono / Parlano di te è il quinto singolo su 7" de I Califfi pubblicato nel 1968 dalla Ri-Fi. Il singolo proponeva il rifacimenti in lingua italiana di La Fiera Del Perdono = Scarborough Fair di Simon & Garfunkel.

## Tracce
Lato A
1. Così ti amo = To Love Somebody (testo: Franco Boldrini – musica: Paul Simon, Art Garfunkel)

Lato B
1. Tutto quello (Franco Boldrini, Gianfranco Intra)